# Jim Frick
Kjell Jim Erik Frick, född 6 november 1951 i Rättvik, Dalarnas län, död 25 juli 2020 i Sigtuna distrikt, Stockholms län, var en svensk travtränare och travkusk. Efter 5 002 vinstlopp råkade han i mars 2010 ut för en svår travolycka på Solvalla som ledde till att han tvingades avsluta sin karriär inom sporten.

## Biografi och karriär
Frick var verksam vid Solvalla i Stockholm. Frick är morbror till travkusken Kajsa Frick och svåger till travtränaren Leif Witasp. Han flyttade 1980 med sin fru från uppväxtens Rättvik till Östunabergs gård i Knivsta.
1987 representerade han Sverige i World Driving Championship där han slutade utanför prispallen, och även i Europeiskt mästerskap för kuskar, där han segrade. Frick är 2020 den ende svensk som lyckats med bedriften.
Frick tog sin största seger i karriären när han vann 1989 års upplaga av Svenskt Travderby på Jägersro med hästen Frej Nalan.
Frick blev Allsvensk kuskchampion åren 1978, 1979, 1985 och 1986, då han vunnit flest lopp i Sverige under ett gånget år. Under åren 2003–2007 körde Frick in cirka 36 miljoner kronor och tog nära 400 segrar. Den 21 februari 2010 tog han sin 5 000:e seger med hästen Sandro Mustang på Gävletravet. Frick blev därmed den fjärde svenska kusken som tagit 5 000 segrar.
Frick körde totalt tre upplagor av Elitloppet på Solvalla (1994, 1998, 2002), med två femteplatser som bästa resultat (1998, 2002).

### Olyckan
Den 10 mars 2010, vid tävlingar på hemmabanan Solvalla, slungades Frick ur sin sulky och slogs medvetslös mot marken. Trots återhämtning meddelade Frick den 13 oktober 2010 att han slutar som travtränare och travkusk.
Frick avled den 25 juli 2020 i sviterna av prostatacancer. Han är begravd på Rättviks kyrkogård.

## Meriter

### Utmärkelser

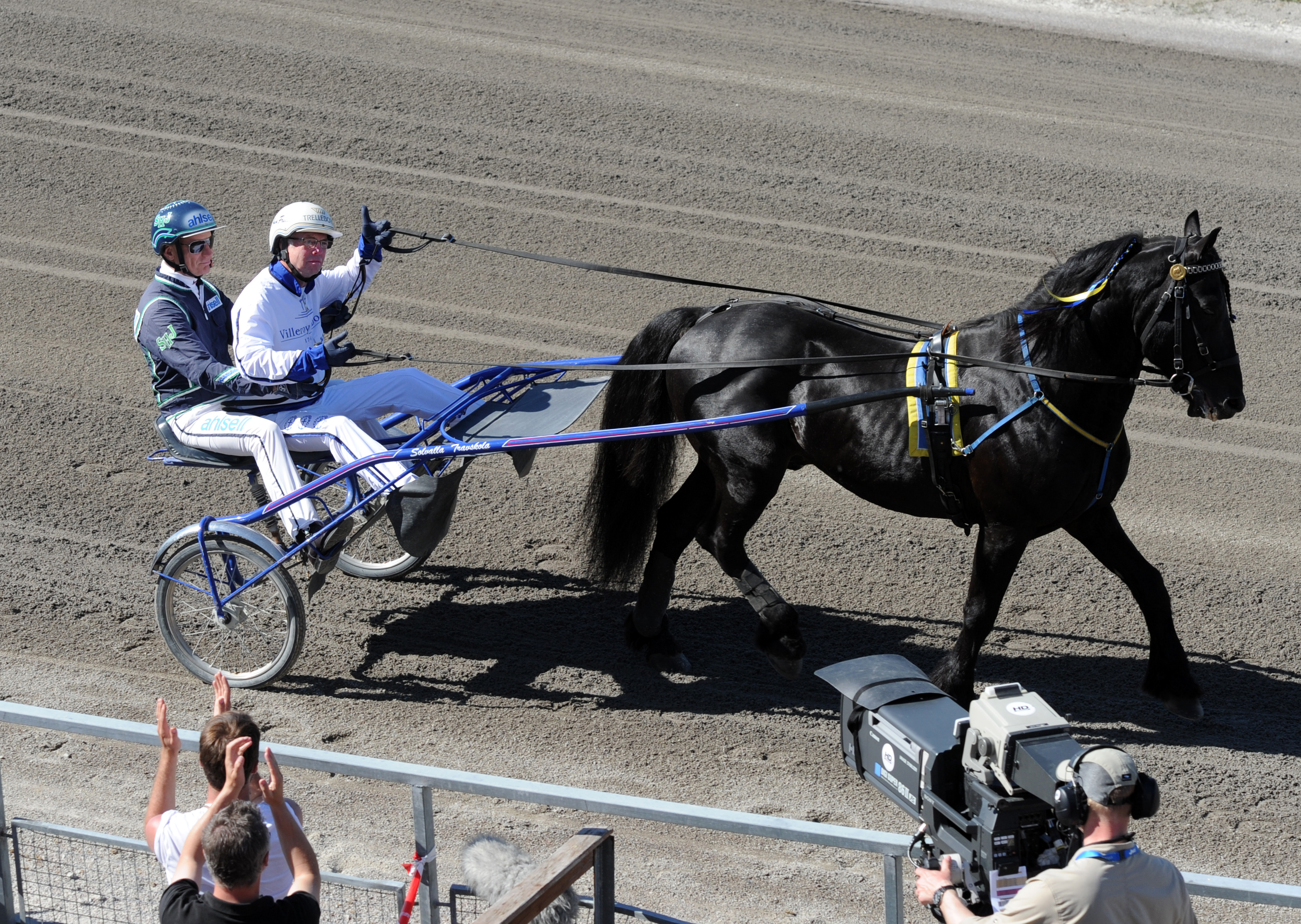
Stig H. Johansson, Jim Frick & Järvsöfaks defilerar inför Elitkampen 2012.

Frick har blivit utnämnd till Travets Hedersambassadör, en utmärkelse som endast Järvsöfaks och Stig H. Johansson fått dessförinnan. Tillsammans med Johansson och Järvsöfaks defilerade de innan Elitkampen 2012 på Solvalla.
2011 tilldelades Frick den prestigefyllda hedersutmärkelsen Guldnålen från Travtränarnas Riksförbund. Tidigare pristagare är bland andra Uno Swed (1988), Stig H. Johansson (1992), Berndt Lindstedt (1994) och Stig Lindmark (2003).
2020 valdes Frick in i Travsportens Hall of Fame.

### Större segrar i urval
| År   | Lopp                         | Häst             | Kusk                      | Tränare            | Grupp   |
| ---- | ---------------------------- | ---------------- | ------------------------- | ------------------ | ------- |
| 1981 | Svensk uppfödningslöpning    | Keba Way         | Jim Frick                 | Jim Frick          | Grupp 1 |
| 1984 | Ådalspriset                  | Emir Bermon      | Jim Frick                 | Jim Frick          | -       |
| 1986 | Harper Hanovers Lopp         | Noble Mon        | Jim Frick                 | Jim Frick          | Grupp 2 |
| 1989 | Svenskt Travderby            | Frej Nalan       | Jim Frick                 | Jim Frick          | Grupp 1 |
| 1992 | Drottning Silvias Pokal      | Iata Käll        | Jim Frick                 | Tommy Hanné        | Grupp 1 |
| 1992 | Elitkampen                   | Verner           | Jim Frick                 | Jim Frick          | -       |
| 1992 | Graf Kalman Hunyady Memorial | Leroy Broline    | Jim Frick                 | Jim Frick          | -       |
| 1994 | Sweden Cup                   | Ego Play         | Jim Frick                 | Stig H. Johansson  | Grupp 2 |
| 1996 | Harper Hanovers Lopp         | Rocky Kim        | Jim Frick                 | Kurt Rabe          | Grupp 2 |
| 1996 | Gunnar Nordins Lopp          | Keystone Sinatra | Jim Frick                 | Catarina Lundström | -       |
| 1997 | Silverdivisionens final, aug | Com Hector       | Jim Frick                 | Catarina Lundström | -       |
| 1997 | St. Michel-loppet            | Aces Noble       | Jim Frick                 | Jim Frick          | Grupp 1 |
| 1998 | St. Michel-loppet            | Aces Noble       | Jim Frick                 | Jim Frick          | Grupp 1 |
| 1999 | Stosprintern                 | Santa Clara      | Jim Frick                 | Jim Frick          | Grupp 2 |
| 1999 | Svenskt Trav-Oaks            | Kimbee San       | Jim Frick                 | Stig H. Johansson  | Grupp 1 |
| 2000 | Midsommarloppet              | Petit Aubiose    | Jim Frick                 | Ola Ekström        | -       |
| 2000 | Svenskt Trav-Oaks            | Johannita        | Jim Frick                 | Jim Frick          | Grupp 1 |
| 2001 | Erik Graléns Minne           | Lauvin           | Jim Frick                 | Morten Wik         | -       |
| 2002 | Gulddivisionens final, maj   | Com Hector       | Jim Frick                 | Catarina Lundström | Grupp 2 |
| 2006 | Guldstoet                    | Useful Hornline  | Jim Frick                 | Robert Ekström     | Grupp 2 |
| 2006 | Montéeliten                  | Simb Moonzoom    | Viktoria Strand Jorgensen | Jim Frick          | Grupp 2 |